# Svetlana Černeva
Svetlana Germanovna Černeva Parchomenko, accreditata come Svetlana Parkhomenko dalla WTA (in russo Светлана Германовна Чернева Пархо́менко?; 8 ottobre 1962), è un'ex tennista sovietica, successivamente russa.

## Carriera
In carriera ha vinto 8 titoli di doppio. Nei tornei del Grande Slam ha ottenuto il suo miglior risultato raggiungendo le semifinali di doppio a Wimbledon nel 1987, in coppia con Larisa Neiland.
In Fed Cup ha disputato con la squadra sovietica un totale di 28 partite, ottenendo 20 vittorie e 8 sconfitte, e con la squadra russa ha giocato un totale di 3 partite, collezionando 2 vittorie e una sconfitta.

## Statistiche

### Doppio

#### Vittorie (8)
| Numero | Anno              | Torneo                                    | Superficie  | Compagna        | Avversarie in finale              | Punteggio     |
| ------ | ----------------- | ----------------------------------------- | ----------- | --------------- | --------------------------------- | ------------- |
| 1.     | 7 aprile 1985     | WTA South Carolina, Seabrook Island       | Terra rossa | Larisa Neiland  | Elise Burgin Lori McNeil          | 6-1, 6-3      |
| 2.     | 15 settembre 1985 | Virginia Slims of Utah, Salt Lake City    | Cemento     | Larisa Neiland  | Rosalyn Fairbank Beverly Mould    | 7-5, 6-2      |
| 3.     | 9 novembre 1986   | Virginia Slims of Arkansas, Little Rock   | Sintetico   | Larisa Neiland  | Iva Budařová Beth Herr            | 6-2, 1-6, 6-1 |
| 4.     | 8 febbraio 1987   | Virginia Slims of Kansas, Wichita         | Sintetico   | Larisa Neiland  | Barbara Potter Wendy White        | 6-2, 6-4      |
| 5.     | 16 febbraio 1987  | Virginia Slims of Oklahoma, Oklahoma City | Cemento     | Larisa Neiland  | Lori McNeil Kim Sands             | 6-4, 6-4      |
| 6.     | 22 febbraio 1987  | Virginia Slims of Florida, Boca Raton     | Cemento     | Larisa Neiland  | Chris Evert Pam Shriver           | 6-0, 3-6, 6-2 |
| 7.     | 20 giugno 1987    | International Women's Open, Eastbourne    | Erba        | Larisa Neiland  | Rosalyn Fairbank Elizabeth Smylie | 7-6, 4-6, 7-5 |
| 8.     | 6 marzo 1988      | Virginia Slims of Kansas, Wichita         | Cemento     | Natal'ja Bykova | Jana Novotná Catherine Suire      | 6-3, 6-4      |

### Doppio

#### Finali perse (6)
| Numero | Anno              | Torneo                                     | Superficie  | Compagna       | Avversarie in finale                 | Punteggio     |
| ------ | ----------------- | ------------------------------------------ | ----------- | -------------- | ------------------------------------ | ------------- |
| 1.     | 27 gennaio 1985   | Virginia Slims of Florida, Key Biscayne    | Cemento     | Larisa Neiland | Kathy Jordan Elizabeth Smylie        | 4-6, 6-7      |
| 2.     | 14 aprile 1985    | Family Circle Cup, Hilton Head Island      | Terra verde | Larisa Neiland | Rosalyn Fairbank Pam Shriver         | 4-6, 1-6      |
| 3.     | 28 settembre 1986 | Virginia Slims of Tulsa, Tulsa             | Cemento     | Larisa Neiland | Camille Benjamin Dianne van Rensburg | 6-7, 5-7      |
| 4.     | 5 ottobre 1986    | Virginia Slims of New Orleans, New Orleans | Sintetico   | Larisa Neiland | Candy Reynolds Anne Smith            | 3-6, 6-3, 3-6 |
| 5.     | 24 aprile 1988    | Singapore Open, Singapore                  | Cemento     | Leila Meskhi   | Natal'ja Bykova Natalija Medvedjeva  | 6-7, 3-6      |
| 6.     | 12 giugno 1988    | DFS Classic, Birmingham                    | Erba        | Leila Meskhi   | Larisa Neiland Nataša Zvereva        | 4-6, 1-6      |